# Pétrel de Hall
Ne doit pas être confondu avec Pétrel géant antarctique.
Macronectes halli
Espèce
Statut de conservation UICN

 LC  : Préoccupation mineure
Le Pétrel de Hall (Macronectes halli), ou Pétrel géant subantarctique, est une espèce de grands oiseaux de mer de la famille des Procellariidae.

## Description
Cet oiseau mesure 81 à 94 cm pour une envergure de 180 à 200 cm. Il ne présente pas de dimorphisme sexuel.
Il se distingue du Pétrel géant par la coloration jaune du bec muni d'un onglet rouge.

## Répartition
Cet oiseau se reproduit sur les îles sub-antarctiques ; elle est occasionnelle à proximité de La Réunion.

### Multimédia
- Vidéos, photos et sons sur le site IBC (Internet Bird Collection)